# Bulolo
Bulolo ist die zweitgrößte Stadt der Provinz Morobe in Papua-Neuguinea. Sie war im früheren Territorium Neuguinea eine der wichtigsten Zentren für Goldgräber in Papua-Neuguinea.
Die Stadt liegt am Bulolo River, einen Nebenfluss des Markham River, etwa 32 km nordwestlich von der Stadt Wau entfernt.
Die Stadt wurde im Juni 1930 gegründet und wird heute durch rund 20.000 Menschen bewohnt. Die Hauptindustrie in Bulolo ist die Forstwirtschaft. Die Insect Farming and Trading Agency (IFTA) hatte bis zur Schließung ihren Sitz in Bulolo, sie ließ durch Einheimische auf Insektenfarmen exotische Insekten und Schmetterlinge züchten, die weltweit vertrieben wurden.
Bulolo ist durch den Flughafen Bulolo Airport erreichbar (IATA: BUL, ICAO: AYBU).

## Persönlichkeiten
- Tommy Semmy (* 1994), Fußballspieler